# Pierre de La Rue
Pierre de La Rue, eller Petrus Platensis med fler namnvarianter, född 1452 i Tournai, död 20 november 1518, var en flamländsk renässanskompositör, och av huvudrepresentanterna för den så kallade holländska skolan.

## Biografi
Pierre de La Rue var lärjunge av Okeghem, var 1492- 1510 kapellsångare vid burgundiska hovet och fick 1501 ett prebende i Kortrijk. La Rue komponerade mässor, motetter, magnificater och chansoner. Han var en av de mest framstående kontrapunktisterna bland Josquins samtida och speciellt berömd för sitt mästerskap i de till ytterlighet drivna imiterande konstformerna. La Rue utgav en mängd mässor, 36 stycken, tryckta hos Petrucci i början av 1500-talet. I manuskript framstår i synnerhet en i Bryssels bibliotek befintlig praktbok med sju mässor, förfärdigad på beställning av ståthållarinnan i Burgund, Margareta av Österrike. La Rues stil brukar sägas peka mot den kommande Palestrinas tid. Av hans hand finns ett av världens äldsta bevarade requiem.

## Verkförteckning

### Mässor
1. Missa Alleluia (5vv);
2. Missa Almana (4vv);
3. Missa Assumpta est Maria;
4. Missa Ave Maria;
5. Missa Ave sanctissima Maria (6vv);
6. Missa Conceptio tua (5vv);
7. Missa Cum jucunditate(4 and 5vv);
8. Missa de Beata Virgine (4vv);
9. Missa de Feria (5vv);
10. Missa de Sancta Anna (4vv);
11. Missa de santa cruce (5vv);
12. Missa de Sancto Antonio (4vv);
13. Missa de Sancto Job (4vv);
14. Missa de Septem Doloribus (5vv);
15. Missa de Virginibus (4vv);
16. Missa Incessament (5vv);
17. Missa Inviolata (4vv);
18. Missa Iste est Speciosa;
19. Missa Jesum Liate;
20. Missa L'homme armé I (4vv); (L'homme armé)
21. Missa Nunqua fué pena major;
22. Missa O gloriosa Margaretha;
23. Missa O Salutaris Hostia (4vv);
24. Missa Paschale;
25. Missa Pro fidelibus defunctis;
26. Missa Puer natus est;
27. Missa Sancta Dei Genetrix (4vv);
28. Missa Sine Nomine I (4vv);
29. Missa Sub tuum praesidium (4vv);
30. Missa Tandernaken (4vv);
31. Missa Tous les regretz (4vv).

### Mässor av tveksamt upphov
1. Missa Iste Confessor;
2. Missa L'homme armé II (4vv);
3. Missa Sine nomine II (4vv).

### Mässfragment
1. Kyrie in festo Paschale;
2. Kyrie Paschale;
3. Credo Angeli Archangeli;
4. Credo de villagiis;
5. Credo l'amour de moy;
6. Credo;
7. Credo.

### Motetter
1. Ave Regina coelorum;
2. Ave sanctissima Maria;
3. Considera Israel;
4. Da pacem, Domine;
5. Delicta juventutis;
6. Gaude virgo mater;
7. Lauda anima mea Dominum;
8. Laudate Dominum omnes gentes;
9. O Domine Jesu Christi;
10. O salutaris hostia;
11. Pater de caelis Deus;
12. Quis dabit pacem;
13. Regina coeli;
14. Salve mater salvatoris;
15. Salve regina I;
16. Salve regina II;
17. Salve regina III;
18. Salve regina IV;
19. Salve regina V;
20. Salve regina VI;
21. Santa Maria virgo;
22. Si dormiero;
23. Te decet laus;
24. Vexilla Regis-Passio Domini.

### Motetter med tveksamt upphov
1. Absalom, fili mi (ursprungligen tillskriven Josquin; forskare har på senare år föreslagit att det var La Rue);
2. Domini est terra;
3. Lamentationes Hieremiae (von Mahu);
4. Virga tua.

### Magnificater
1. 8 Magnificater för sex röster

### Chansoner
1. A vous non autre;
2. Au fen d’amour;
3. Autant en emporte;
4. Carmen in re;
5. Ce n’est pas jeu;
6. Cent mille regretz;
7. De l’oeil de le fille;
8. Dedans bouton;
9. Dicte moy bergere;
10. D’ung altre aymer;
11. D’ung desplaisier;
12. En espoir vis;
13. En l’amour d’un dame;
14. Forseulement;
15. Forseulement;
16. Iam sauche;
17. Il fault morir;
18. Il viendra le jour;
19. Incessament mon povre cueur;
20. Las que plains tu;
21. Ma bouche rit;
22. Myn hert heeft altyt verlanghen;
23. Plorés, genicés, criés -Requiem;
24. Pour ceque je sius;
25. Pourquoy non;
26. Pourquoy tant me fault; Pour ung jamais;
27. Si le changer;
28. Tant que nostre argent;
29. Tous les regretz;
30. Tous nobles cueurs;
31. Trop plus secret.

### Chansoner med tveksamt upphov
1. Adieu comment;
2. Dueil et ennuy;
3. Je n’ay regretz;
4. Sailliés avant.